# دان باين (لاعب هوكي الجليد)
دان باين هو لاعب هوكي الجليد كندي، ولد في 14 فبراير 1874 في بيلفي في كندا، وتوفي في 15 أغسطس 1962 في وينيبيغ في كندا.

## وصلات خارجية
- دان باين على موقع EliteProspects.com (الإنجليزية)
- دان باين على موقع Hockey-Reference.com (الإنجليزية)
- دان باين على موقع قاعة كندا للمشاهير الرياضية (الإنجليزية)
- دان باين على موقع قاعة مانيتوبا للمشاهير الرياضية (الإنجليزية)